# Alucra
Alucra là một huyện thuộc tỉnh Giresun, Thổ Nhĩ Kỳ. Huyện có diện tích 1083 km² và dân số thời điểm năm 2007 là 10426 người, mật độ 10 người/km².